# Julie Delpy
Julie Delpy (París, 21 de desembre de 1969) és una actriu, guionista, directora i cantautora francesa i estatunidenca. Debutà el 1985 amb catorze anys amb el director Jean-Luc Godard en la pel·lícula Détective. Va protagonitzar la segona pel·lícula Tres colors: Blanc de la trilogia de Krzysztof Kieslowski. Coprotagonista amb Ethan Hawke en Abans de l'alba del director Richard Linklater i en les dues seqüeles posteriors, Abans de la posta i Abans del capvespre, on també participà com a coguionista. A més d'actriu i guionista també ha dirigit films com 2 Days in Paris i L'Skylab.

## Biografia
Filla de director de teatre i actriu de cinema i teatre d'avantguarda, des de petita ja estava exposada en el món de les arts escèniques.
Delpy va debutar encara adolescent en el film Détective del director Jean-Luc Godard. Posteriorment va participar en un paper curt, però intens en la pel·lícula Mauvais sang de Leos Carax, protagonitzada per Michel Piccoli i Juliette Binoche. La jove actriu va tenir el seu primer paper protagonista dos anys més tard com a personatge principal a La Passion Béatrice de Bertrand Tavernier. Va ser el director polonés Krzysztof Kieslowski qui la revelà amb la seva trilogia i obra fonamental (blau, blanc, vermell), amb el paper de Dominique, protagonista en Tres colors: Blanc, i l'animà a seguir estudis de cinema a la Universitat de Nova York.
El 1995 va rodar la comèdia dramàtica Abans de l'alba amb el director nord-americà Richard Linklater. El 2004, Delpy i Hawke van tornar a fer equip amb Linklater per a la seqüela Abans de la posta, una pel·lícula on també van ser guionistes junt amb el director. Nou anys després, en Abans del capvespre (2013) Jesse i Céline, els personatges de la trilogia, ja són parella i passen les seves vacances a Grècia amb les seves dues filles petites. En aquest film Delpy fou nominada a millor actriu pels Globus d'Or 2014.
El 2007 va escriure, dirigir, protagonitzar i compondre tema musical a la comèdia romàntica 2 Days in Paris, amb una parella formada per una noia francesa i un jove nord-americà. La cinta va tenir la seva continuació traslladant-se a Nova York en 2 Days in New York (2012).
A la comèdia l'Skylap (2011), pel·lícula que dirigeix, protagonitza i escriu, Delpy relata un cap de setmana d'una família a la Bretanya dels setanta, és en part una història autobiogràfica. La naturalitat del film la va fer mereixedora del Premi Especial del Jurat en el Festival de Sant Sebastià del 2012.

## Filmografia i premis

### Com a cineasta
| Any  | Títol               | Acreditada com... | Acreditada com... | Acreditada com... | Acreditada com... | Annotacions                                                                                                   |
| Any  | Títol               | Directora         | Guionista         | Productora        | Compositora       | Annotacions                                                                                                   |
| ---- | ------------------- | ----------------- | ----------------- | ----------------- | ----------------- | --- |
| 1995 | Blah Blah Blah      | Sí                | Sí                | No                | No                | Curtmetratge                                                                                                  |
| 1995 | Abans de l'alba     | No                | Sí                | No                | No                | Sense acreditar. També actriu protagonista.                                                                   |
| 2002 | Looking for Jimmy   | Sí                | Sí                | Sí                | No                | Curtmetratge                                                                                                  |
| 2004 | Abans de la posta   | No                | Sí                | No                | No                | Nominada − Oscar al millor guió adaptat També actriu protagonista.                                            |
| 2007 | 2 Days in Paris     | Sí                | Sí                | Sí                | Sí                | També actriu protagonista.                                                                                    |
| 2009 | The Countess        | Sí                | Sí                | Sí                | Sí                | També actriu protagonista.                                                                                    |
| 2011 | L'Skylab            | Sí                | No                | Sí                |                   | També actriu secundària.                                                                                      |
| 2012 | 2 Days in New York  | Sí                | Sí                | Sí                | Sí                | També actriu protagonista.                                                                                    |
| 2013 | Abans del capvespre | No                | Sí                | No                | No                | Nominada − Oscar al millor guió adaptat També actriu protagonista                                             |
| 2015 | Lolo                | Sí                | Sí                | No                | No                | També actriu protagonista.                                                                                    |
| 2019 | My Zoe              | Sí                | Sí                | Sí                | No                | També actriu protagonista.                                                                                    |
| 2021 | On the Verge        | Sí                | Sí                | Sí                | No                | Guionista i productora de 12 episodis. Directora del 1x01, 1x02, 1x03, 1x11 i 1x12 També actriu protagonista. |

### Com a actriu
| Any  | Títol                                      | Paper                 | Notes |
| ---- | ------------------------------------------ | --------------------- | --- |
| 1978 | Guerres civiles en France                  |                       | En els crèdits com Julie Pillet Episodi La semaine sanglante |
| 1982 | Niveau moins trois                         |                       | Curt |
| 1985 | Classique                                  |                       | Curt |
| 1985 | Détective                                  | Noia llesta           | |
| 1985 | L'amour ou presque                         | Melie                 | |
| 1986 | Mauvais sang                               | Lise                  | Nominada − César a la millor esperança femenina |
| 1987 | La Passion Béatrice                        | Béatrice de Cortemart | Nominada − César a la millor esperança femenina |
| 1987 | King Lear                                  | Virginia              | |
| 1988 | L'autre nuit                               | Marie                 | |
| 1989 | The Dark Night                             | Verge Maria           | |
| 1989 | Trouble                                    |                       | Curt |
| 1990 | Europa Europa                              | Leni                  | |
| 1991 | Les dents de ma mère                       | Julie                 | Curt |
| 1991 | Homo faber                                 | Sabeth                | Nominada − Premi Cine Europeu a la millor actriu |
| 1992 | Warszawa: any 5703                         | Fryda                 | |
| 1993 | Els tres mosqueters (The Three Musketeers) | Constance             | |
| 1993 | Younger and Younger                        | Melodie               | |
| 1993 | Killing Zoe                                | Zoe                   | |
| 1993 | Tres colors: Blau                          | Dominique             | |
| 1994 | Tres colors: Blanc                         | Dominique             | |
| 1994 | Tres colors: Vermell                       | Dominique             | |
| 1995 | Abans de l'alba                            | Céline                | |
| 1996 | Tykho Moon                                 | Lena                  | |
| 1997 | Les mille merveilles de l'univers          | Eva Purpur            | |
| 1997 | An American Werewolf in Paris              | Serafine Pigot        | |
| 1998 | The Treat                                  | Francesca             | |
| 1998 | L.A. Without a Map                         | Julie                 | |
| 1998 | Crime and Punishment                       | Sonia                 | Telefilm |
| 1999 | The Passion of Ayn Rand                    | Barbara Branden       | Telefilm |
| 1999 | But I'm a Cheerleader                      | Lipstick Lesbian      | |
| 2000 | Sand                                       | Lill                  | |
| 2001 | MacArthur Park                             | Wendy                 | |
| 2001 | Waking Life                                | Céline                | |
| 2001 | Beginner's Luck                            | Anya                  | |
| 2001 | ER                                         | Nicole                | Sèrie TV, 7 episodis |
| 2002 | Villa des roses                            | Louise Creteur        | |
| 2002 | Looking for Jimmy                          | Al                    | També directora, guionista i productora |
| 2003 | Notting Hill Anxiety Festival              | Charlotte             | Curt |
| 2004 | Abans de la posta                          | Céline                | Actriu i guionista San Francisco Film Critics Circle Award for Best Actress Nominada − Oscar al millor guió adaptat |
| 2004 | Frankenstein                               | Caroline Frankenstein | Minisèrie |
| 2005 | Broken Flowers                             | Sherry                | |
| 2006 | The Legend of Lucy Keyes                   | Jeanne Cooley         | |
| 2006 | The Hoax                                   | Nina van Pallandt     | |
| 2006 | Guilty Hearts                              | Charlotte             | |
| 2007 | The Air I Breathe                          | Gina                  | |
| 2007 | 2 Days in Paris                            | Marion                | Actriu, directora, guionista i productora Nominada − César al millor guió original o adaptació Nominada − Premi Cine Europeu a la millor pel·lícula                                                                                         |
| 2009 | The Countess                               | Erzsébet Báthory      | Actriu, directora, guionista i productora |
| 2011 | L'Skylab                                   | Anna                  | Actriu, directora i guionista Premi Especial del Jurat. Festival Internacional de Cinema de Sant Sebastià |
| 2012 | 2 Days in New York                         | Marion                | Actriu, directora, guionista i productora |
| 2013 | Abans del capvespre                        | Céline                | Actriu, coguionista Boston Online Film Critics Association Awards al millor guió Women Film Critics Circle Awards a la millor guionista Nominada − Oscar al millor guió adaptat Nominació − Globus d'Or a la millor actriu musical o còmica |
| 2015 | Lolo                                       | Violette              | També directora |
| 2015 | Avengers: Age of Ultron                    | Madame B              | |
| 2016 | Wiener-Dog                                 | Dina                  | |
| 2017 | The Bachelors                              | Carine                | |
| 2018 | Burning Shadow                             | Mrs. Looper           | |
| 2019 | My Zoe                                     | Isabelle              | |
| 2021 | On the verge                               | Justine               | 12 episodis. |